# أجروسوبر
أجروسوبر (بالإسبانية: Agrosuper)‏ هي شركة أغذية تشيلية مقرها الرئيسي في رانكاغوا. تأسست في عام 1955 على يد غونزالو فيال فيال.

## العلامات التجارية
- جروسوبر
- جبال الأنديز بوتاس
- أكواشيلي
- تشاو باس
- فروتوس ديل مايبو
- لا كريانزا
- بانشو بولو
- بولوس الملك
- سانتي
- سوبرافال
- سوبر بيف
- سوبر سيردو
- سوبر بولو
- سوبر سلمون

## الشركات التابعة
- أجروسوبر انترناشيونال
- مؤسسة أجروسوبر
- الشركات أكوا شيلي

## وصلات خارجية
- الموقع الرسمي